# Chapelle Saint-Aubin de Chambly
La Chapelle Saint-Aubin est située à Chambly.

## Historique
À l'origine, le Prieuré dit de « Saint Aubin » était une simple chapelle fondée par les comtes de Beaumont. C'est en 1123 que l'un d'eux, Mathieu I, fit présent du prieuré à l'abbaye Saint-Martin de Pontoise. 
Eudes, évêque de Beauvais, confirma en 1142 la possession aux religieux. Le prieuré reçut de nombreux présents qui lui assurèrent une grande prospérité et Saint Louis en 1246 ainsi que Charles V en 1368 confirmèrent à leur tour la jouissance des lieux par les moines.
En 1417, lors du pillage de Chambly par les Bourguignons, l'établissement ne pourra pas se relever et fut transformé en simple prieuré. Du règne d'Henri III jusqu'à Louis XIV, ses propriétés furent envahies par les seigneurs voisins et les bâtiments tombèrent en ruine. 
En 1792, l'édifice fut acquis par M. de Sesseval, grand vicaire de Beauvais qui y résida jusqu'à sa mort en 1806 (Graves 1842).

## De nos jours
Il ne reste que le chœur de l'église. On remarque sa voûte en berceau brisé, voûte romane apparue au début du XIIe siècle. 
À l’extérieur, on remarque une corniche beauvaisine, typique du XIIe siècle que l'on retrouve dans la région de Beauvais. On note également un antéfixe, ornement architectural disposé en haut du pignon, qui représente un oiseau (Vermand 2002),